# Roman Horák
Roman Horák (* 24. září 1969 České Budějovice) je bývalý český hokejový útočník.

## Hráčská kariéra
S hokejem začínal v rodném městě v Českých Budějovicích od sezony 1986/1987 až do sezony 1988/1989, kdy přestoupil do HK Dukla Trenčín, ale na další sezonu se vrátil do Budějovic – až do sezony 1994/1995, kdy odehrál za Budějovice všech 52 zápasů, ale nezahrál si Playoff, protože přestoupil do Německého týmu EHC 80 Nürnberg, kde sice odehrál pouze 1 zápas, ale nasbíral 3 body. Na další sezonu se vrátil do Česka a podepsal smlouvu na 3 roky se Spartou. Po skončení smlouvy se vrátil do Německé ligy do týmu Nürnberg Ice Tigers, kde podepsal jednoletou smlouvu a po skončení smlouvy se vrátil zpět do Sparty. V další sezoně odehrál za Spartu jen 3 zápasy a pak byl vyměněn do HC Femax Havířov , kde odehrál zbytek sezony. Na další sezonu prodloužil smlouvu s Havířovem na 1 rok, ale za neuspokojivé výkony byl propuštěn z týmu, a tak se Horák rozhodl přejít do Finského týmu Porin Ässät, kde odehrál zbytek sezony. Na sezonu 2001/2002 se rozhodl vrátit zpět do Budějovic, což byla jeho poslední sezona v nejvyšší soutěži. Na další sezonu už nenastoupil z důvodů zranění kolene a třísel, ale i tak vypomáhal KLH Vajgar Jindřichův Hradec. Na další sezonu 2003/2004 se vrací do hokeje a podepsal smlouvu s HC Strakonice a začínal sbírat zkušenosti jako trenér. V sezoně 2005/2006 definitivně ukončil kariéru z důvodů zranění kotníku. Později se ukázalo že pracuje jako strojní zámečník v rodinné firmě.
V letech 1993–1995 reprezentoval Českou republiku na světových šampionátech, v roce 1994 byl součástí českého týmu na Zimních olympijských hrách (5. místo).

## Trenérská kariéra
V sezóně 2010/11 působil v Mountfieldu jako asistent trenéra Vladimíra Caldra u mužstva sedmé a osmé třídy.

## Osobní
Jeho mladší bratr Michal Horák se taktéž zabýval hokejem, v české nejvyšší soutěži odehrál čtyři sezony ve dvou klubech a reprezentoval český národní tým v mládežnických kategorií.
Z prvního manželství s manželkou Monikou má dva syny, Romana a Patrika. Starší ze synů, Roman Horák, je rovněž hokejistou. Z druhého manželství s Martinou Horákovou má dceru Nicol.

## Úspěchy
- 1987 MEJ – All-Star Tým
- 1987 MEJ – Nejlepší útočník
- 1987 MEJ – Nejproduktivnější hráč (15 bodů)
- 1992 ČSHL – Nejlepší nahrávač (33 asistencí)
- 1997 ČHL – Nejproduktivnější hráč (77 bodů)
- 1997 ČHL – Nejlepší nahrávač (55 asistencí)

## Prvenství
- Debut v ČHL – 16. září 1994 (HC Sparta Praha proti HC České Budějovice)
- První gól v ČHL – 16. září 1994 (HC Sparta Praha proti HC České Budějovice, českému brankáři Ivo Čapkovi)
- První asistence v ČHL – 16. září 1994 (HC Sparta Praha proti HC České Budějovice)
- První hattrick v ČHL – 22. září 1995 (HC Sparta Praha proti HC Oceláři Třinec)

## Rekord
- Dva nejrychlejší góly od začátku utkání v české nejvyšší soutěži (první branku vstřelil Roman Horák v čase 0:09, druhou branku vsítil Radek Bělohlav v čase 00:26).

## Klubová statistika
| Sezóna                   | Klub                     | Soutěž                   |                        | Základní část          | Základní část          | Základní část          | Základní část          | Základní část          |                        | Play off               | Play off               | Play off               | Play off               | Play off               |
| Sezóna                   | Klub                     | Soutěž                   | Z                      | G                      | A                      | B                      | TM                     | Z                      | G                      | A                      | B                      | TM                     |                        |                        |
| 1984/1985                | HC České Budějovice      | ČSHL-18                  | 36                     | 66                     | 36                     | 102                    |                        | —                      | —                      | —                      | —                      | —                      |                        |                        |
| 1985/1986                | HC České Budějovice      | ČSHL-18                  | 29                     | 59                     | 61                     | 120                    |                        | —                      | —                      | —                      | —                      | —                      |                        |                        |
| 1986/1987                | HC České Budějovice      | ČSHL-20                  |                        | 36                     | 16                     | 52                     |                        | —                      | —                      | —                      | —                      | —                      |                        |                        |
| 1986/1987                | HC České Budějovice      | ČSHL                     | 4                      | 0                      | 1                      | 1                      | —                      | —                      | —                      | —                      | —                      | —                      |                        |                        |
| 1987/1988                | HC České Budějovice      | ČSHL                     | 29                     | 11                     | 10                     | 21                     | —                      | —                      | —                      | —                      | —                      | —                      |                        |                        |
| 1988/1989                | HC České Budějovice      | ČSHL                     | 37                     | 6                      | 9                      | 15                     | 10                     | —                      | —                      | —                      | —                      | —                      |                        |                        |
| 1989/1990                | HK Dukla Trenčín         | ČSHL                     | 49                     | 11                     | 8                      | 19                     | —                      | —                      | —                      | —                      | —                      | —                      |                        |                        |
| 1990/1991                | HC České Budějovice      | ČSHL                     | 47                     | 17                     | 28                     | 45                     | 14                     | —                      | —                      | —                      | —                      | —                      |                        |                        |
| 1991/1992                | Vynechal kvůli zranění   | Vynechal kvůli zranění   | Vynechal kvůli zranění | Vynechal kvůli zranění | Vynechal kvůli zranění | Vynechal kvůli zranění | Vynechal kvůli zranění | Vynechal kvůli zranění | Vynechal kvůli zranění | Vynechal kvůli zranění | Vynechal kvůli zranění | Vynechal kvůli zranění | Vynechal kvůli zranění | Vynechal kvůli zranění |
| 1992/1993                | HC České Budějovice      | ČSHL                     | 42                     | 24                     | 33                     | 57                     | —                      | —                      | —                      | —                      | —                      | —                      |                        |                        |
| 1993/1994                | HC České Budějovice      | ČHL                      | 46                     | 31                     | 30                     | 61                     | —                      | —                      | —                      | —                      | —                      | —                      |                        |                        |
| 1994/1995                | HC České Budějovice      | ČHL                      | 52                     | 26                     | 41                     | 67                     | —                      | —                      | —                      | —                      | —                      | —                      |                        |                        |
| 1994/1995                | EHC 80 Nürnberg          | DEL                      | 1                      | 1                      | 2                      | 3                      | 0                      | —                      | —                      | —                      | —                      | —                      |                        |                        |
| 1995/1996                | HC Sparta Praha          | ČHL                      | 35                     | 23                     | 27                     | 50                     | 8                      | 12                     | 8                      | 10                     | 18                     | 0                      |                        |                        |
| 1996/1997                | HC Sparta Praha          | ČHL                      | 51                     | 21                     | 52                     | 73                     | 8                      | 4                      | 1                      | 3                      | 4                      | 0                      |                        |                        |
| 1997/1998                | Nürnberg Ice Tigers      | DEL                      | 49                     | 24                     | 26                     | 50                     | 20                     | —                      | —                      | —                      | —                      | —                      |                        |                        |
| 1998/1999                | HC Sparta Praha          | ČHL                      | 32                     | 12                     | 24                     | 36                     | 17                     | —                      | —                      | —                      | —                      | —                      |                        |                        |
| 1999/2000                | HC Sparta Praha          | ČHL                      | 3                      | 0                      | 0                      | 0                      | 0                      | —                      | —                      | —                      | —                      | —                      |                        |                        |
| 1999/2000                | HC Femax Havířov         | ČHL                      | 36                     | 9                      | 17                     | 26                     | 20                     | —                      | —                      | —                      | —                      | —                      |                        |                        |
| 2000/2001                | HC Femax Havířov         | ČHL                      | 17                     | 3                      | 3                      | 6                      | 2                      | —                      | —                      | —                      | —                      | —                      |                        |                        |
| 2000/2001                | Porin Ässät              | SM-l                     | 34                     | 7                      | 9                      | 16                     | 8                      | —                      | —                      | —                      | —                      | —                      |                        |                        |
| 2001/2002                | HC České Budějovice      | ČHL                      | 30                     | 4                      | 9                      | 13                     | 10                     | —                      | —                      | —                      | —                      | —                      |                        |                        |
| 2002/2003                | Vynechal kvůli zranění   | Vynechal kvůli zranění   | Vynechal kvůli zranění | Vynechal kvůli zranění | Vynechal kvůli zranění | Vynechal kvůli zranění | Vynechal kvůli zranění | Vynechal kvůli zranění | Vynechal kvůli zranění | Vynechal kvůli zranění | Vynechal kvůli zranění | Vynechal kvůli zranění | Vynechal kvůli zranění | Vynechal kvůli zranění |
| 2003/2004                | HC Strakonice            | 2.ČHL                    | 17                     | 9                      | 15                     | 24                     | 0                      | —                      | —                      | —                      | —                      | —                      |                        |                        |
| 2004/2005                | HC Strakonice            | 2.ČHL                    | 31                     | 3                      | 12                     | 15                     | 10                     | 12                     | 3                      | 8                      | 11                     | 16                     |                        |                        |
| 2005/2006                | HC Strakonice            | 2.ČHL                    | 12                     | 5                      | 5                      | 10                     | 4                      | —                      | —                      | —                      | —                      | —                      |                        |                        |
| Celkem v české extralize | Celkem v české extralize | Celkem v české extralize | 510                    | 197                    | 293                    | 490                    | 89                     | 16                     | 9                      | 13                     | 22                     | 0                      |                        |                        |

## Reprezentace
| Rok          | Tým               | Soutěž       | Z  | G  | A | B  | TM |
| ------------ | ----------------- | ------------ | -- | -- | - | -- | -- |
| 1987         | Československo 18 | MEJ          | 7  | 10 | 5 | 15 | 0  |
| 1993         | Česko             | MS           | 5  | 0  | 1 | 1  | 0  |
| 1994         | Česko             | ZOH          | 8  | 3  | 1 | 4  | 2  |
| 1994         | Česko             | MS           | 4  | 0  | 1 | 1  | 0  |
| 1995         | Česko             | MS           | 8  | 1  | 0 | 1  | 4  |
| Celkem na MS | Celkem na MS      | Celkem na MS | 17 | 1  | 2 | 3  | 4  |